# Livingstone II
Livingstone II je bila britanska zavezniška vojaška misija, ki je delovala v Sloveniji med drugo svetovno vojno.
Pripadniki misije Livingstone II so pristali 13. avgusta 1943 s padali na pobočju Javornika; v sestavi so bili trije člani: major Neville Darewski, narednik Hammond in narednik Franc Smerke (kanadski Slovenec).
Zaradi izgube radijskih šifer in pomanjkanja osebja se je misija združila s Crayonom.